# آیزاک پرومس
آیزاک پرومس (انگلیسی: Isaac Promise; ۲ دسامبر ۱۹۸۷ – ۲ اکتبر ۲۰۱۹) بازیکن فوتبال اهل نیجریه بود.
از باشگاه‌هایی که در آن بازی کرده‌است می‌توان به باشگاه فوتبال ترابزون‌اسپور، باشگاه فوتبال آنتالیااسپور، باشگاه ورزشی گنچلربیرلیغی، باشگاه فوتبال مانیسااسپور، باشگاه فوتبال کاردمیر قره‌بوک‌اسپور، باشگاه فوتبال الاهلی عربستان سعودی، و باشگاه فوتبال مرسین اشاره کرد.
وی همچنین در تیم ملی فوتبال نیجریه بازی کرده‌است.